# 難波豪華花月
難波豪華花月（日语：なんばグランド花月）是一座由吉本Creative Agency營運的搞笑與喜劇專門劇場（2007年9月開始由吉本興業營運），位於大阪府大阪市中央区，簡稱為NGK。廣告標語是「搞笑的殿堂」。

## 概要
是用來代替老化的難波花月劇場，1987年（昭和62年）在新築開場。1988年難波花月關閉兩個劇場合併。

## 附近車站
- 大阪市營地下鐵
  - 御堂筋線・四橋線・千日前線-難波車站
  - 千日前線・堺筋線-日本橋車站
- 南海電氣鐵道
  - 難波車站
- 近畿日本鐵道
  - 大阪難波車站
  - 近鐵日本橋車站
- 阪神電氣鐵道
  - 大阪難波車站
- JR西日本
  - JR難波車站

## 相關項目
- 吉本新喜劇（日语：よしもと新喜劇）
- 日曜笑劇場（日语：日曜笑劇場）
- 大阪府立上方演藝資料館（日语：大阪府立上方演芸資料館）（ワッハ上方） - 難波豪華花月對面。
- 大槻衣裳（日语：大槻衣裳）

## 外部連結
難波豪華花月
- 難波豪華花月（NGK） （页面存档备份，存于）
- 難波豪華花月 工作人員部落格

AKB48 CAFE&SHOP NAMBA
- AKB48咖啡廳&商店 難波
- AKB48咖啡廳&商店難波部落格 （页面存档备份，存于）（官方部落格）
- AKB48咖啡廳&商店難波的X（前Twitter）